# قرار مجلس الأمن التابع للأمم المتحدة رقم 1371
قرار مجلس الأمن التابع للأمم المتحدة رقم 1371، المتخذ بالإجماع في 26 أيلول / سبتمبر 2001، بعد إعادة تأكيد القرارين 1244 (1999) و1345 (2001) بشأن الحالة في يوغوسلافيا السابقة بما في ذلك مقدونيا، دعا المجلس إلى التنفيذ الكامل لقراره رقم 1345 بشأن العنف والأنشطة الإرهابية في مقدونيا وجنوب صربيا.
ورحب مجلس الأمن بالخطوات التي اتخذتها حكومة مقدونيا لتوطيد مجتمع متعدد الأعراق داخل حدودها. علاوة على ذلك، أعرب عن تقديره لاتفاقية أوهريد الموقعة في العاصمة المقدونية إسكوبية في أغسطس 2001 بين أربعة أحزاب سياسية والرئيس بوريس ترايكوفسكي. تم الترحيب بجهود الحكومة المقدونية والاتحاد الأوروبي وحلف شمال الأطلسي ومنظمة الأمن والتعاون في أوروبا لمنع تصعيد التوترات العرقية وإدارة الوضع الأمني في المنطقة.
ودعا المجلس إلى التنفيذ الكامل للقرار 1345، وأكد مجددا على سلامة أراضي وسيادة مقدونيا والدول الأخرى في المنطقة. ورفض استخدام العنف لتحقيق أهداف سياسية وشددت على أن الحلول السياسية السلمية هي وحدها التي يمكن أن تحقق الاستقرار والديمقراطية في مقدونيا. وحث على التنفيذ الكامل للاتفاق الإطاري ورحب بالجهود الدولية المبذولة لتحقيق هذا الهدف. كما أيد القرار إنشاء وجود أمني متعدد الجنسيات في مقدونيا، بناء على طلب حكومتها، لتوفير الأمن للمراقبين. تم إنشاء قوة في عام 2003.
أخيرًا، تم الترحيب بالجهود التي تبذلها القوة الدولية في كوسوفو وبعثة الأمم المتحدة للإدارة المؤقتة في كوسوفو لتنفيذ القرار 1244، ولا سيما فيما يتعلق بالاتجار غير المشروع بالأسلحة عبر الحدود ومصادرة الأسلحة.

## روابط خارجية
- نص القرار في undocs.org